# 20va Sathabdam
20va Sathabdam er en indisk film fra 1990 af Kodi Ramakrishna.

## Medvirkende
- Suman som Chandram
- Devaraj som Suryam
- Lizy som Rani
- Suman Ranganathan
- Gopi
- Babu Mohan
- R. V. Vijay Kumar